# كارتر (رسام)
كارتر (بالإنجليزية: Carter)‏ هو رسام أمريكي، ولد في 30 يناير 1970 في نورويتش في الولايات المتحدة.